# Mana Pools
Mana Pools is een gedeelte van de benedenstroom van de Zambezi rivier in Zimbabwe. Na elk regenseizoen verandert het alluviaal gebied in grote meren. Wanneer deze meren langzaam opdrogen en kleiner worden, trekt het gebied veel grote dieren aan (waaronder olifanten, buffels, luipaarden en jachtluipaarden) die op zoek zijn naar water. Daardoor is het een van de beste plekken in Afrika om groot wild te bekijken.
Het woord mana betekent vier in de Shona taal. Dit refereert aan de vier grote permanente meren in dit gedeelte van de Zambezi.
In 1984 is Mana Pools, samen met de safarigebieden Sapi en Chewore, opgenomen op de Werelderfgoed lijst van UNESCO.